# Kreis Tuchel
Der Kreis Tuchel war ein preußischer Landkreis, der von 1875 bis 1920 bestand. Er lag in dem Teil von Westpreußen, der nach dem Ersten Weltkrieg durch den Versailler Vertrag 1920 an Polen fiel. Seine Kreisstadt war Tuchel. Von 1939 bis 1945 war der Kreis im vom NS-Regime besetzten Polen unter dem Namen Landkreis Tuchel als Teil des neu eingerichteten Reichsgaus Danzig-Westpreußen nochmals errichtet. Heute liegt das ehemalige Kreisgebiet in der polnischen Woiwodschaft Pommern.

Der Kreis Tuchel auf einer Landkarte von 1915

Die Provinz Westpreußen 1919
Regierungsbezirk Danzig
Regierungsbezirk Marienwerder

## Verwaltungsgeschichte
Das Gebiet des Kreises Tuchel kam durch die erste polnische Teilung 1772 zu Preußen und gehörte seitdem zum Kreis Konitz. Durch die preußische Provinzialbehörden-Verordnung vom 30. April 1815 und ihre Ausführungsbestimmungen kam das Gebiet zum neuen Regierungsbezirk Marienwerder der neuen Provinz Westpreußen. Vom 3. Dezember 1829 bis zum 1. April 1878 waren Westpreußen und Ostpreußen zur Provinz Preußen vereinigt, die seit dem 1. Juli 1867 zum Norddeutschen Bund und seit dem 1. Januar 1871 zum Deutschen Reich gehörte.
Durch das stetige Anwachsen der Bevölkerung im 19. Jahrhundert erwiesen sich mehrere Kreise in Westpreußen als zu groß und eine Verkleinerung erschien erforderlich. Vor diesem Hintergrund entstand 1875 aus Teilen des Kreises Konitz der neue Kreis Tuchel. Das Landratsamt wurde in der Stadt Tuchel eingerichtet. 1878 erfolgte die Teilung der Provinz Preußen in die Provinzen Ostpreußen und Westpreußen; zu letzterer gehörte der Kreis fortan.
Aufgrund der Bestimmungen des Versailler Vertrags  musste das Kreisgebiet am 10. Januar 1920 zum Zweck der Einrichtung des Polnischen Korridors an Polen abgetreten werden. Hier bestand das Kreisgebiet als Powiat Tucholski (Tucheler Kreis) fort.
Nach dem Überfall auf Polen und der völkerrechtswidrigen Annexion des Territoriums durch das Deutsche Reich wurde das Kreisgebiet zum 26. November 1939 als Landkreis Konitz dem Regierungsbezirk Bromberg im neugebildeten Reichsgau Danzig-Westpreußen zugeordnet. Nach der Besetzung im Frühjahr 1945 durch die Rote Armee fiel der Landkreis Konitz an Polen zurück.

## Bevölkerung
Im Folgenden eine Übersicht mit offiziellen Angaben zu Einwohnerzahl, Konfessionen und Sprachgruppen:
| Jahr                                          | 1890              | 1900             | 1910              |
| Einwohner                                     | 27.646            | 29.282           | 33.951            |
| Evangelische Katholiken Juden                 | 5.928 21.041 674  | 5.596 23.189 496 | 7.085 26.498 338  |
| deutschsprachig zweisprachig polnischsprachig | 10.006 468 17.167 | 9.806 710 18.762 | 11.265 409 22.247 |

## Politik

### Landräte
- 1874–187800Tortilowicz
- 1879–188500Ludwig Blümke (1849–1929)
- 1885–189100Clemens von Delbrück (1856–1921)
- 1891–189500Ernst Reinhold Gerhard von Glasenapp (1861–1928)
- 1895–190400Emil Venske
- 1904–191400Richard von Puttkamer (1867–1953)
- 1914–191900Hugo Tortilowicz von Batocki-Friebe (1878–1920)

### Kommunalverfassung
Der Kreis Konitz gliederte sich in die Stadt Tuchel, in Landgemeinden und selbstständige Gutsbezirke.

### Wahlen
Im Deutschen Reich bildete der Kreis Tuchel zusammen mit dem Kreis Konitz den Reichstagswahlkreis Marienwerder 6. Dieser Wahlkreis wurde bei allen Reichstagswahlen zwischen 1871 und 1912 von Kandidaten der Polnischen Fraktion gewonnen.

## Städte und Gemeinden
1912 umfasste der Kreis Tuchel die gleichnamige Stadt sowie 54 Landgemeinden:
| - Alt Summin - Bagnitz - Bialla - Bladau - Brohse - Drausnitz - Dzeks - Glowka - Groß Bislaw - Groß Budzisk - Groß Gatzno - Groß Mangelmühle - Groß Schliewitz - Hoheneiben | - Iwitz - Jablonka - Jehlenz - Kamionka - Kamnitz - Kelpin - Klein Bislaw - Klein Gatzno - Klein Klonia - Klein Mangelmühle - Klein Schliewitz - Klonowo - Klotzek - Koslinka | - Krong - Krummstadt - Liebenau - Lissinni - Luboczyn - Minikowo - Neu Summin - Neu Tuchel - Nikolaiken - Okiersk - Okonin am Walde - Ostrowo - Pantau - Petztin | - Plassowo - Polnisch Cekzin - Prust - Przyrowo - Reetz - Rosochatka - Repnitz - Sehlen - Sluppi - Stobno - Trutnowo - Tuchel, Stadt - Zwangsbruch |

Zum Kreis gehörten außerdem 31 Gutsbezirke.

## Der Landkreis Tuchel im besetzten Polen 1939–1945

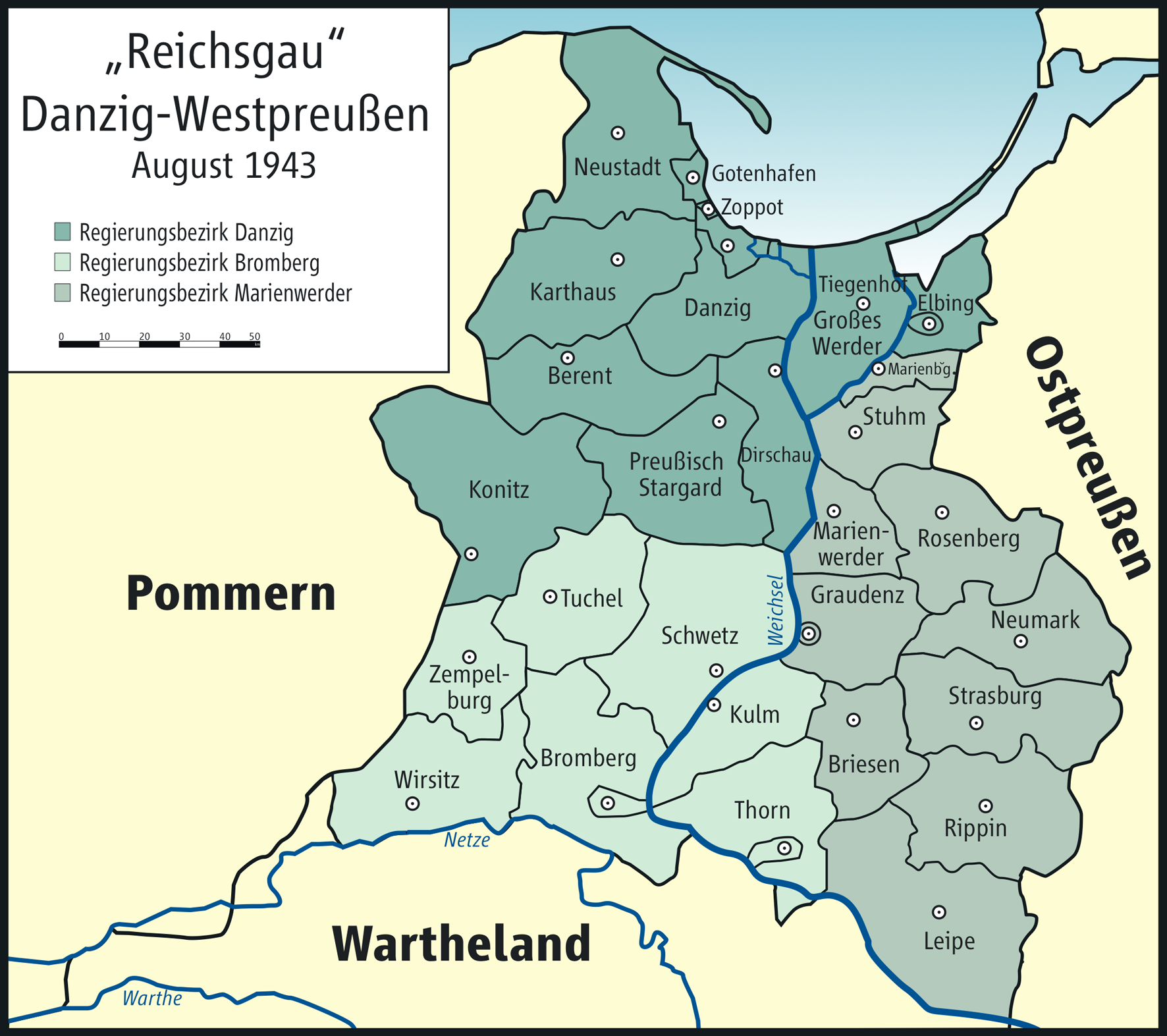
Reichsgau Danzig-Westpreußen (August 1943)

### Verwaltungsgeschichte
Nach dem deutschen Überfall auf Polen wurde der Landkreis in seinen Grenzen von 1920 Teil des neugebildeten Reichsgaus Westpreußen – später Danzig-Westpreußen – im neuen Regierungsbezirk Bromberg. Die Stadt Tuchel wurde der im Altreich gültigen Deutschen Gemeindeordnung vom 30. Januar 1935 unterstellt, welche die Durchsetzung des Führerprinzips auf Gemeindeebene vorsah. Die übrigen Gemeinden waren in Amtsbezirken zusammengefasst, Gutsbezirke gab es nicht mehr.

### Landrat
- 1940–1945 Udo Sachse

### Ortsnamen
Durch unveröffentlichten Erlass vom 29. Dezember 1939 galten vorläufig die bisher polnischen Ortsnamen weiter.
Mit der „Anordnung betreffend Änderung von Ortsnamen“ des Reichstatthalters in Danzig-Westpreußen vom 25. Juni 1942 wurden mit Zustimmung des Reichsministers des Innern alle Ortsnamen eingedeutscht. Dies waren durchweg neue Bezeichnungen, d. h. eine lautliche Angleichung oder Übersetzung, zum Beispiel:
- Bralewitz → Wilhelmsflur
- Drausnitz → Drausnest
- Groß Bislaw → Bislau
- Groß Klonia → Klehnboden
- Groß Komorze → Waldkammer
- Kamionka → Heidefließ
- Klein Bislaw → Bislauheim
- Lubotschin → Laub, Tucheler Heide
- Przyrowo → Christinenfelde
- Stobno → Stöbensee